# 북부흰코뿔소
북부흰코뿔소 또는 북부사각입술코뿔소(Ceratotherium simum cottoni)는 흰코뿔소의 두 아종 중 하나이다. 이전엔 사하라 이남 동부, 중부 아프리카 여러 나라에서 발견되었으나 현재는 야생상태에서 멸종 위기에 처한 것으로 여겨진다. 이 아종은 초원과 사바나 삼림지대를 무리지어 떠돌아 다닌다. 대표적으로 2014년 12월 미국 샌디에이고 동물원에 살던 수컷 앙갈리푸가, 2015년 7월 체코 드부르 크랄로베 동물원에 살던 암컷 나비레가, 같은 해 11월 역시 미국 샌디에이고 동물원에 살던 암컷 놀라가 2018년엔 수단이 차례로 숨짐에 따라 겨우 2마리 밖에 남지 않았으며, 이들 2마리는 모두 케냐 올페제타 보호구역에 살고 있는 것으로 확인되었다. 2018년 3월 19일에 마지막 한 마리의 수컷이었던 북부흰코뿔소 수단이 사망하였다.
2021년 10월 21일, 단 두마리의 암컷 중 하나인 '나진(Najin)'이 복원 프로젝트에서 은퇴하였다. 이로써 생식이 가능한 개체는 단 한마리이다.

## 개체
마지막 북부흰코뿔소 수컷이었던 '수단'이 2018년 만 45살의 나이로 사망하여 지구상 북부흰코뿔소의 멸종이 확실시되었다.
케냐 정부는 수단을 다른 두 암컷인 '파투'와 그의 딸 '나진'과 인공수정을 통해 새끼를 낳게 하려 했으나 실패했다. 대신 아직 2만여 마리가 남아있는 남부흰코뿔소종의 대리모를 통해 낳는 방법이 시도되고 있다. 북부흰코뿔소의 정액과 난자를 체외수정하여 남부흰코뿔소의 자궁에 착상시키는 것이다. 또 미국 캘리포니아주의 샌디에이고 사파리 공원에서는 멸종세포 냉동 동물원에 보관된 북부흰코뿔소 2마리의 세포와 남부흰코뿔소의 모든 게놈을 분석해, 북부흰코뿔소의 배아와 난모세포를 만드는 작업이 진행되고 있다.

## 참고 문헌
- 이 문서에는 다음커뮤니케이션(현 카카오)에서 GFDL 또는 CC-SA 라이선스로 배포한 글로벌 세계대백과사전의 내용을 기초로 작성된 글이 포함되어 있습니다.